# 함경북도 (대한민국)
함경북도(咸鏡北道)는 한반도의 북동부에 위치한 대한민국의 명목상 최북단 도(道)이다. 두만강을 경계로 하여 중국과 러시아(옛 소련)와 국경을 이루고 있는 변경 지역이다. 남동쪽으로는 동해와 접하고 있다. 한편 이웃한 도(道)로는 함경남도가 있다.
2008년 조선민주주의인민공화국의 행정 구역상에서의 라선특별시 및 량강도 대홍단군·삼지연군·백암군을 포함한 함경북도의 인구 수는 총 245만 7987명이다.

## 행정 구역
행정 구역은 3개 시, 11개 군으로 구성되어 있다. 세부 행정구역은 7개 읍, 68개 면, 796개 동으로 나뉘어 있다. 함경북도와 평안북도는 읍면 단위에 소속된 행정구역 명칭은 리(里)가 아니라 동(洞)이다. 도청은 청진시 나남본동에 위치하고 있었다.
- 청진시(淸津市, 도청 소재지)
- 성진시(城津市)
- 나진시(羅津市)
- 경성군(鏡城郡)
- 명천군(明川郡)
- 길주군(吉州郡)
- 학성군(鶴城郡)
- 부령군(富寧郡)
- 무산군(茂山郡)
- 회령군(會寧郡)
- 종성군(鍾城郡)
- 경흥군(慶興郡)
- 경원군(慶源郡)
- 온성군(穩城郡)

## 도지사
현직 함경북도지사는 지성호이다.

## 참고자료
- 《한국민족문화대백과》
- 우진지도문화사, 《최신 북한·중국지도》

## 같이 보기
- 함경북도
- 이북5도위원회